# Concord (Carolina del Norte)
Concord es una ciudad ubicada en el condado de Cabarrus en el estado estadounidense de Carolina del Norte. En el año 2000 tenía una población de 55.977 habitantes y una densidad poblacional de 419 personas por km².
En 1960 se inauguró el Charlotte Motor Speedway, un complejo deportivo cuyo óvalo es de los más prestigiosos de la Copa NASCAR, la principal categoría de stock cars de Estados Unidos. Varios equipos de dicho campeonato tienen sus talleres en Concord, entre ellos Hendrick Motorsports, Roush Fenway Racing, Richard Petty Motorsports y Earnhardt Ganassi Racing.

## Geografía
Concord se encuentra ubicada en las coordenadas 35°24′16″N 80°36′2″O / 35.40444, -80.60056.

## Demografía
Según la Oficina del Censo en 2000 los ingresos medios por hogar en la localidad eran de $46.094, y los ingresos medios por familia eran $53.571. Los hombres tenían unos ingresos medios de $37.030 frente a los $26.044 para las mujeres. La renta per cápita para la localidad era de $21.523. Alrededor del 5.8% de las familias y del 8.2% de la población estaban por debajo del umbral de pobreza.